# Öregrund
För andra betydelser, se Öregrund (olika betydelser).

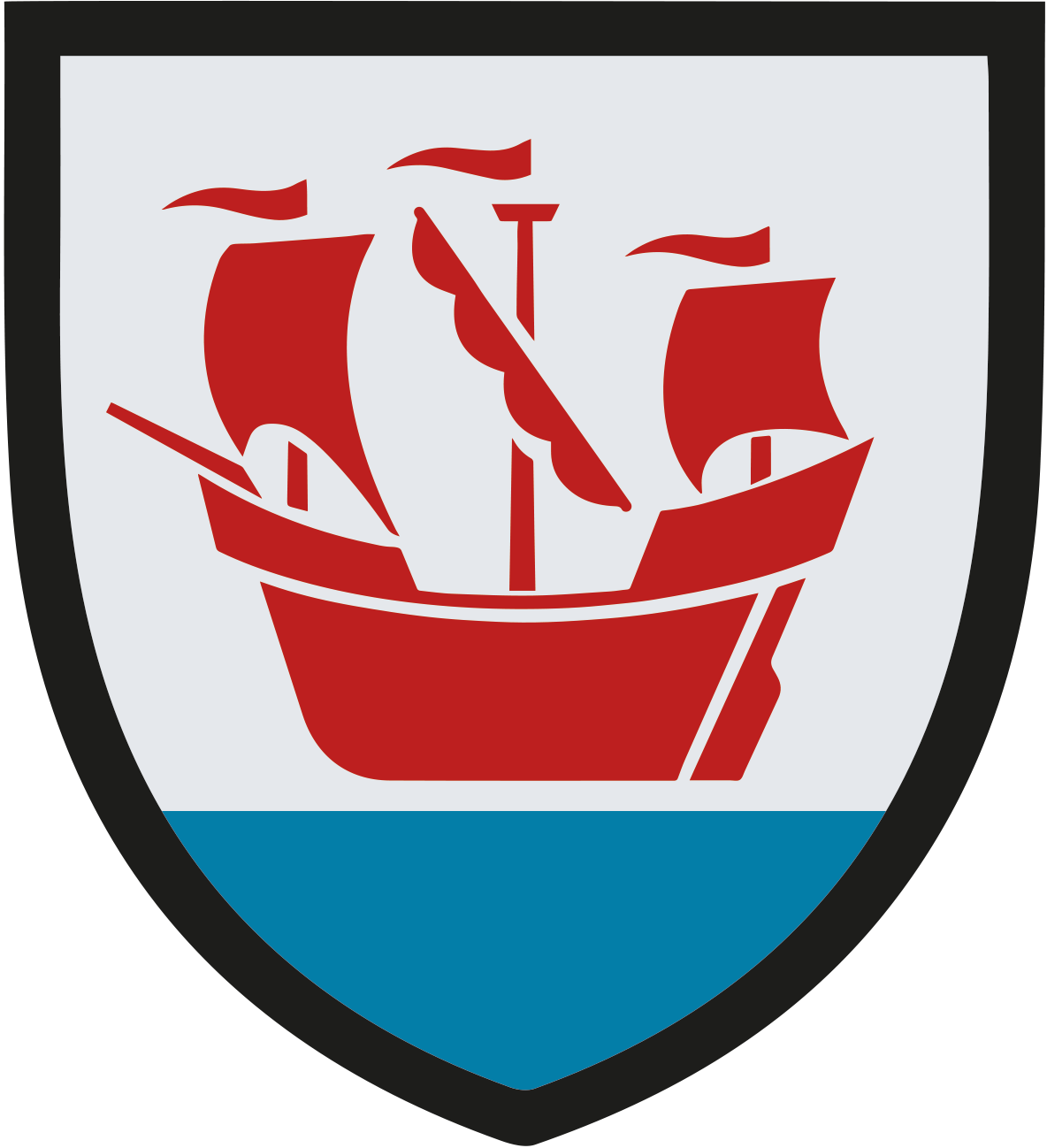
Öregrunds stadsvapen

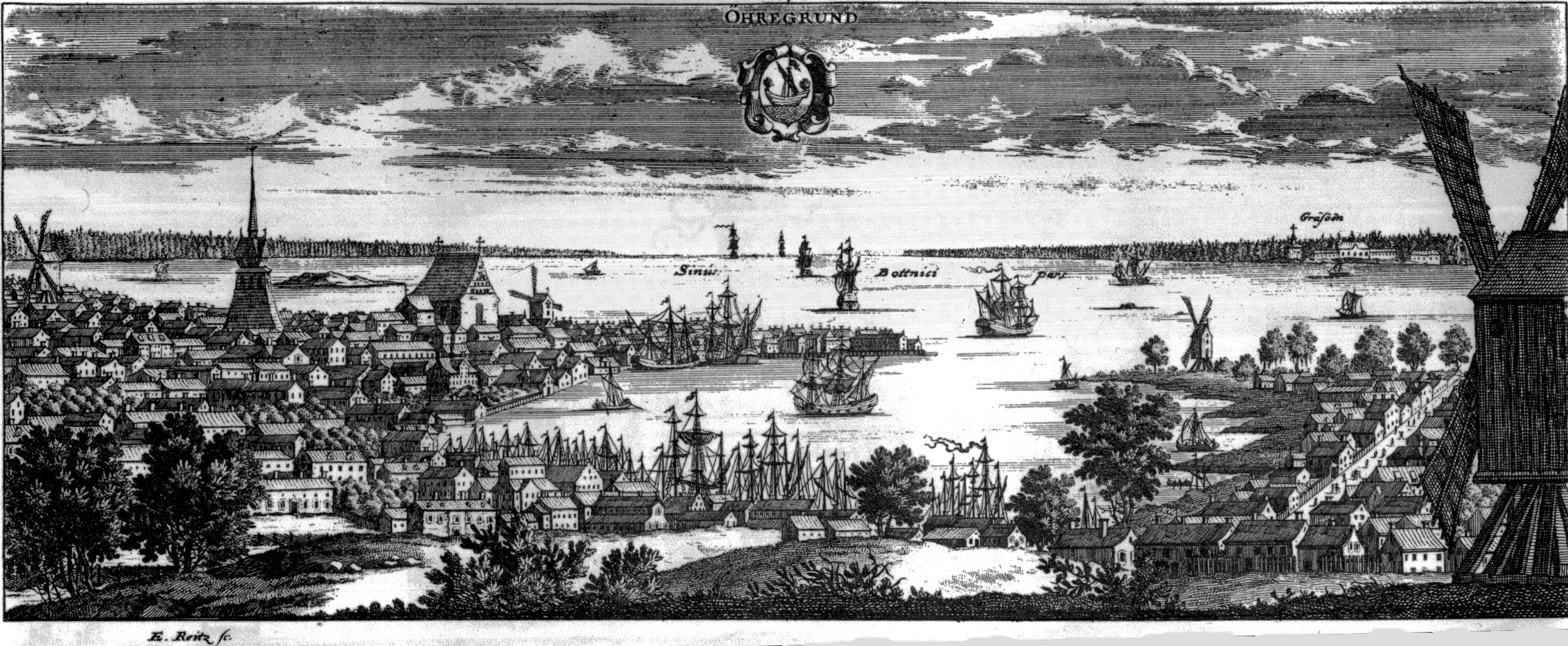
Öregrund omkring år 1700. Ur Suecia antiqua et hodierna

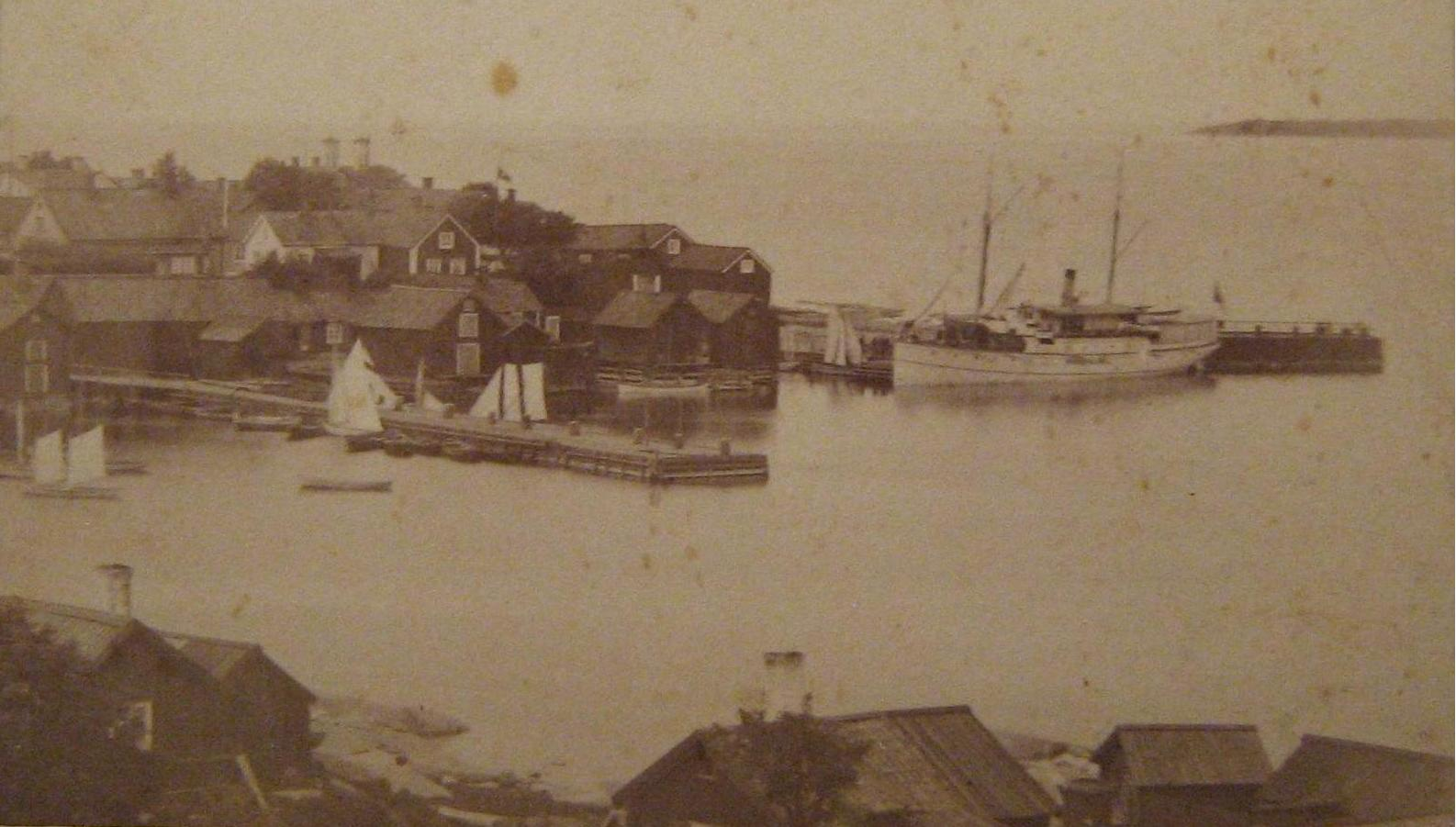
Öregrund på 1890-talet.

Öregrund är en tätort i norra Roslagen och är en del av Östhammars kommun och Uppsala län. Orten hade 1 571 invånare i slutet av år 2023, och är därmed en av Sveriges minsta före detta städer. 
Öregrund ligger cirka 16 kilometer (bilvägen) nordost om Östhammar, som är kommunens centralort. Staden ligger huvudsakligen runt en naturligt djup vik vid Öregrundsgrepen, på halvön Sunnanö. Den gamla stadsgränsen innefattade förutom hela Sunnanö, med området Kavaröbro, även några mindre öar och holmar strax sydost om Sunnanö. Tätorten har en småbruten och bergig skärgårdsterräng och är till stora delar tätbebyggd.

## Historia
Namnet skrevs 1492 Øregrundh. Det betyder "grusgrundet", av "ör". Detta har antagits syfta på Dummelgrundet utanför hamnen.
Landhöjningen innebär att det inte finns spår av förhistorisk bosättning. Från tiden omkring 1500 kan det finnas kulturlager i svackor i berggrunden.

### Äldre historia
Öregrund räknar sin tillvaro som stad från 1491 och är ursprungligen en koloni från Östhammar. Kung Kristian II lät bränna ner staden, vars invånare då flyttade till Östhammar, men Gustav Vasa återställde staden. År 1522 flydde den katolska biskopen Arvid Kurck från Åbo via Närpes. Därifrån skeppades biskopen med följe över Bottenhavet. Men fartyget förliste och alla omkom utanför Öregrund. Öregrund var utskeppningshamn för järn från de uppländska järnbruken. Staden härjades och brändes av i samband med Rysshärjningarna 1719 i slutfasen av Stora nordiska kriget. Öregrund hade en skola i början av 1800-talet som från 1856 betecknades som en pedagogi, Öregrunds pedagogi som las ner 1891.

### Kurortstiden
Från slutet av 1800-talet till andra världskriget var Öregrund en omtyckt kurort. Under den tiden byggdes många vackra hus och trädgårdar, och av de byggnaderna påminner societetshuset och många andra vackra sekelskiftesvillor om den tiden än i dag. Bland de äldsta kvarvarande sommarvillorna märks den Bergenstiernska sommarvillan som uppfördes på 1890-talet i nationalromantisk stil.
Det var under kurortstiden som sommargästerna från storstäderna köpte upp många av husen i Öregrund, och det gjorde att halva staden stod tom under större delen av året. På grund av de minskade skatteintäkterna fick staden ekonomiska problem. Man tvangs börja dela borgmästare med Östhammar och till slut slogs Öregrunds stad samman med Östhammars stad 1967.

### Administrativa tillhörigheter
Öregrunds stad ombildades vid kommunreformen 1862 till en stadskommun, vilken utökades 1952 med Gräsö socken/landskommun. Stadskommunen uppgick 1967 i Östhammars stad som 1971 uppgick i Östhammars kommun.
I kyrkligt hänseende har orten intill 2002 hört till Öregrunds församling, därefter till Öregrund-Gräsö församling.
Orten ingick till 1920 i domkretsen för Öregrunds rådhusrätt och därefter till 1948 i Frösåkers tingslag och sedan till 1971 i Norra Roslags domsagas tingslag. Från 1971 till 2005 ingick Öregrund i Tierps domsaga, före 1 april 1980 benämnd Uppsala läns norra domsaga. Orten ingår sedan 2005 i Uppsala domsaga.

### Befolkningsutveckling
Sedan 1900-talets början har invånarantalet pendlat mellan cirka 1000 och 1600. År 1934 hade staden 1 232 invånare och hade en landyta av 507 hektar. 
| Befolkningsutvecklingen i Öregrund 1950–2020 | Befolkningsutvecklingen i Öregrund 1950–2020 | Befolkningsutvecklingen i Öregrund 1950–2020 | Befolkningsutvecklingen i Öregrund 1950–2020 | Befolkningsutvecklingen i Öregrund 1950–2020 |
| -------------------------------------------- | -------------------------------------------- | -------------------------------------------- | -------------------------------------------- | -------------------------------------------- |
|                                              |                                              |                                              |                                              |                                              |
| År                                           |                                              |                                              | Folkmängd                                    | Areal (ha)                                   |
| 1950                                         | 1950                                         |                                              | 968                                          |                                              |
| 1960                                         | 1960                                         |                                              | 1 295                                        |                                              |
| 1965                                         | 1965                                         |                                              | 1 259                                        |                                              |
| 1970                                         | 1970                                         |                                              | 1 255                                        |                                              |
| 1975                                         | 1975                                         |                                              | 1 276                                        |                                              |
| 1980                                         | 1980                                         |                                              | 1 359                                        |                                              |
| 1990                                         | 1990                                         |                                              | 1 569                                        | 237                                          |
| 1995                                         | 1995                                         |                                              | 1 648                                        | 242                                          |
| 2000                                         | 2000                                         |                                              | 1 569                                        | 242                                          |
| 2005                                         | 2005                                         |                                              | 1 552                                        | 243                                          |
| 2010                                         | 2010                                         |                                              | 1 555                                        | 244                                          |
| 2015                                         | 2015                                         |                                              | 1 589                                        | 427                                          |
| 2020                                         | 2020                                         |                                              | 1 597                                        | 419                                          |
|                                              |                                              |                                              |                                              |                                              |

## Bebyggelse
Öregrund är en av Sveriges bäst bevarade trästäder. Stadens befolkning beräknas tiodubblas under sommarmånaderna genom turister och sommargäster. 
Staden har brunnit sju gånger, men trots det är huvuddelen av bebyggelsen från 1700- eller 1800-talet.

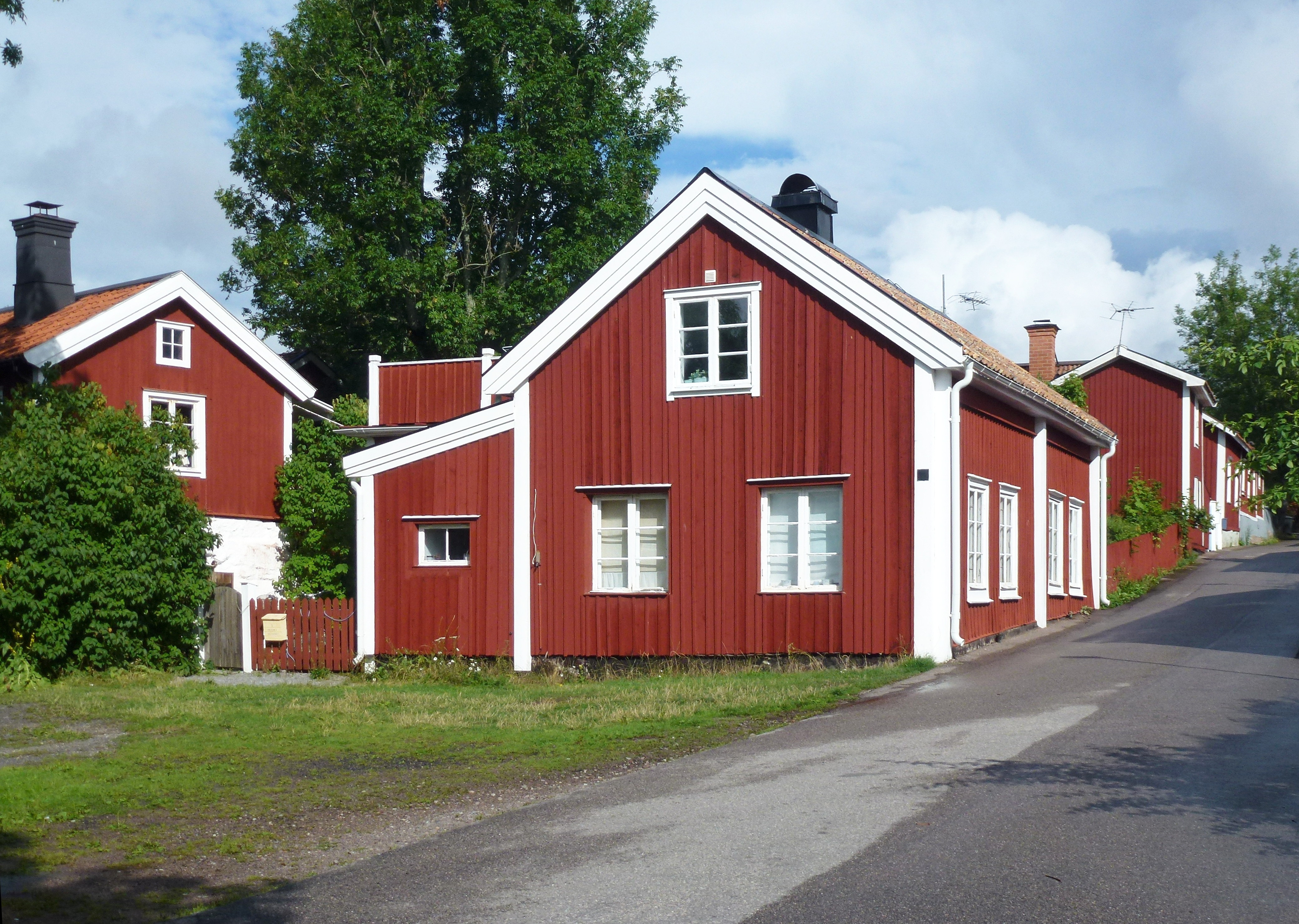
Äldre trähusbebyggelse
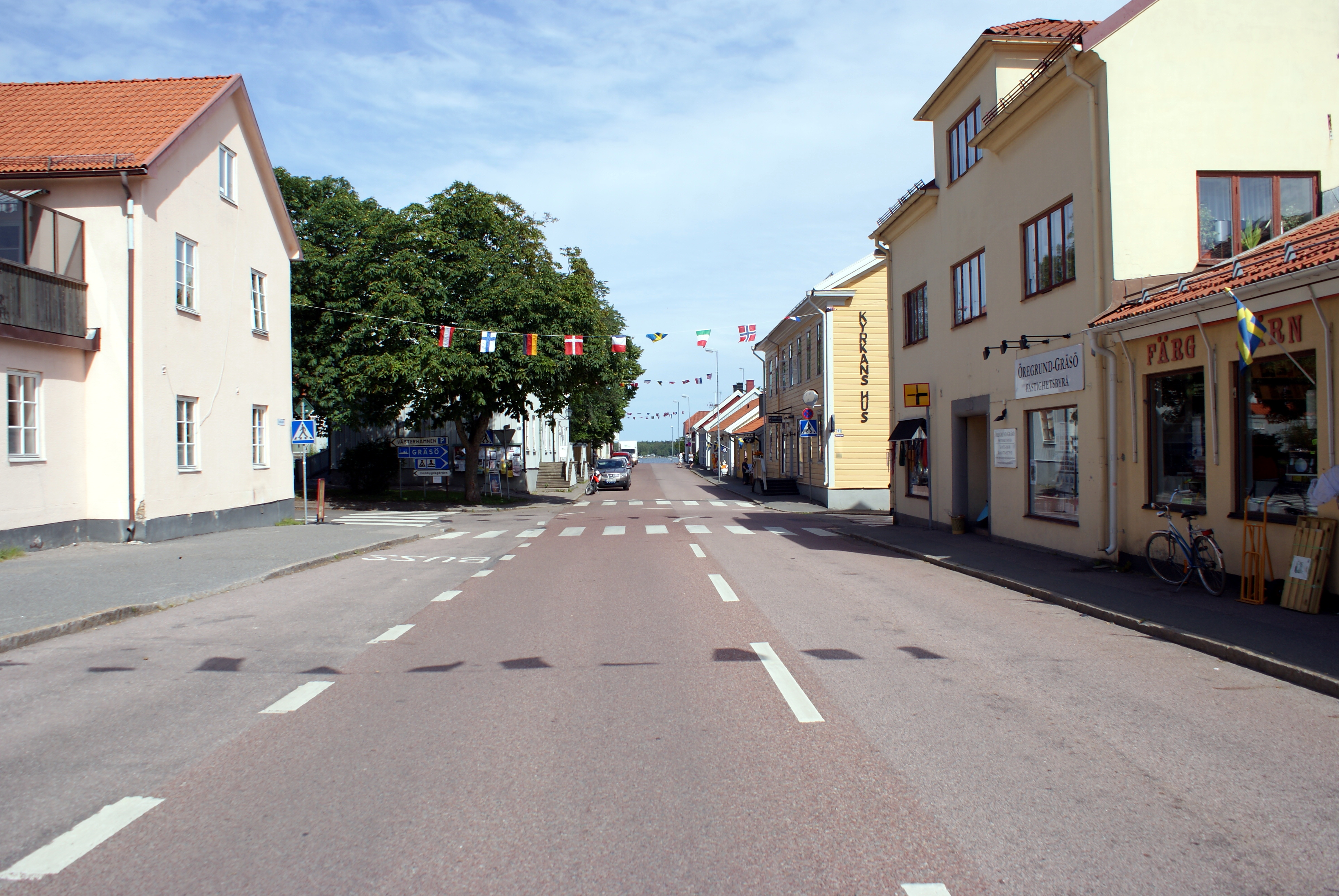
Rådhusgatan
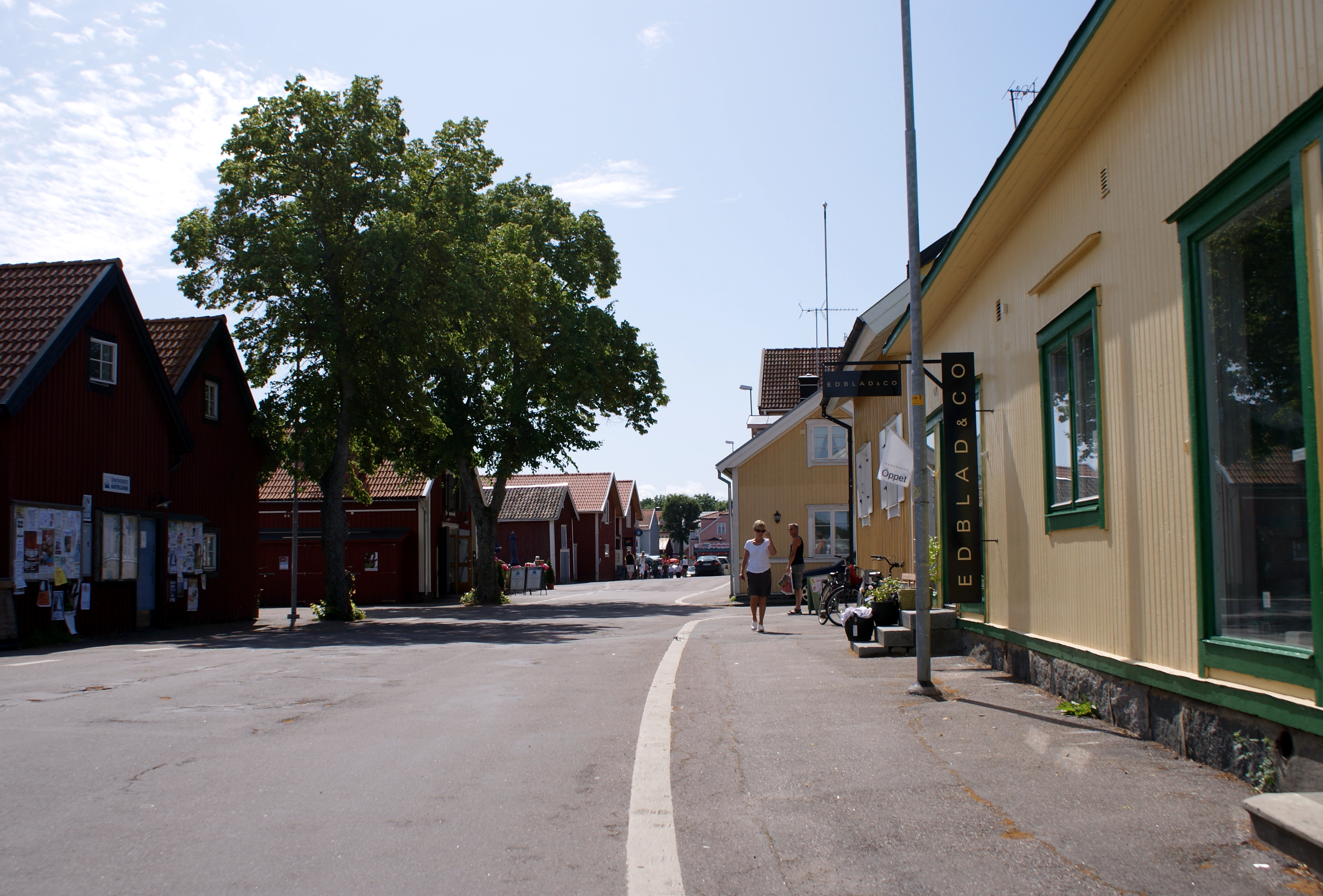
Strandgatan
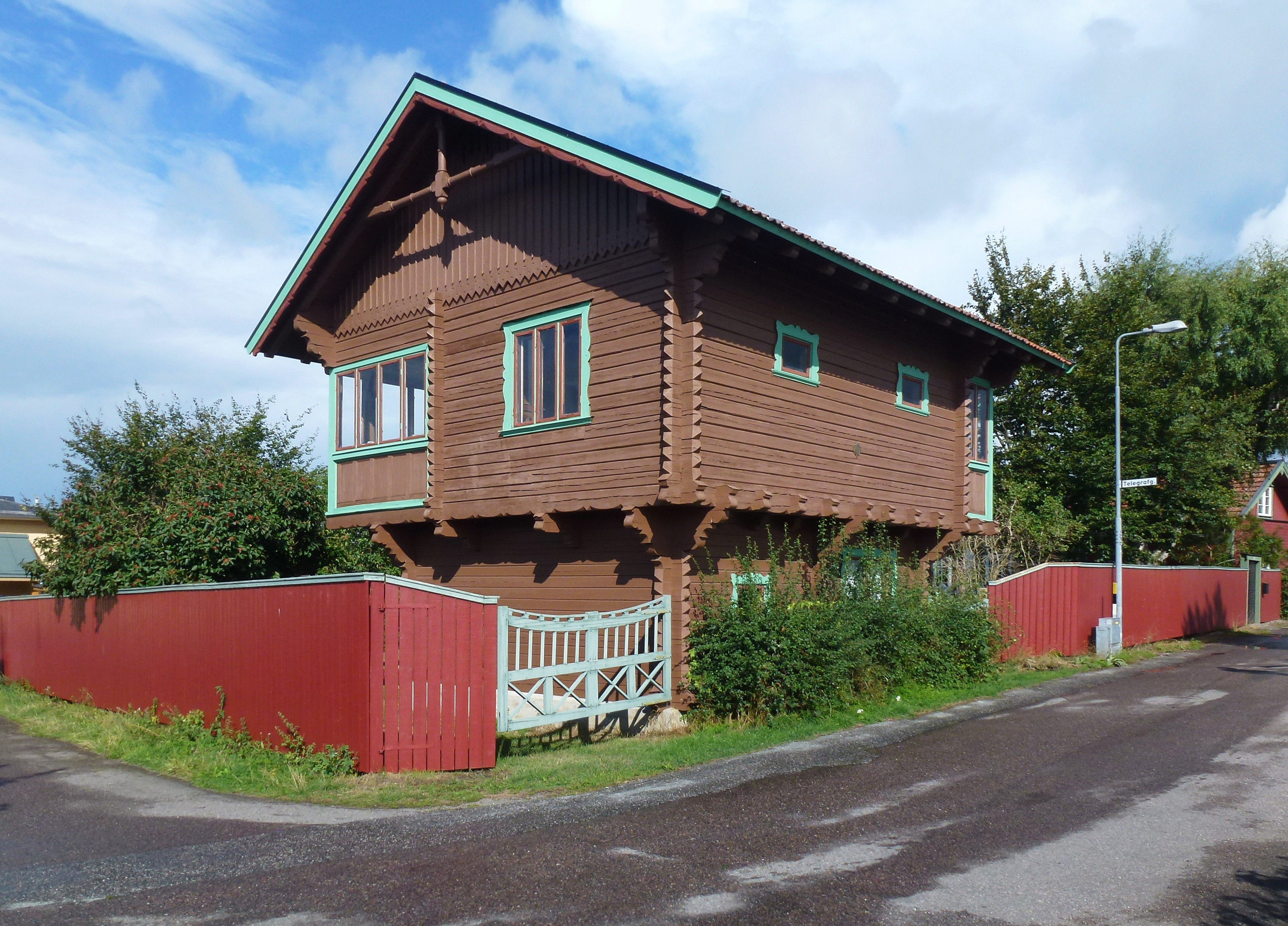
Bergenstiernska sommarvillan

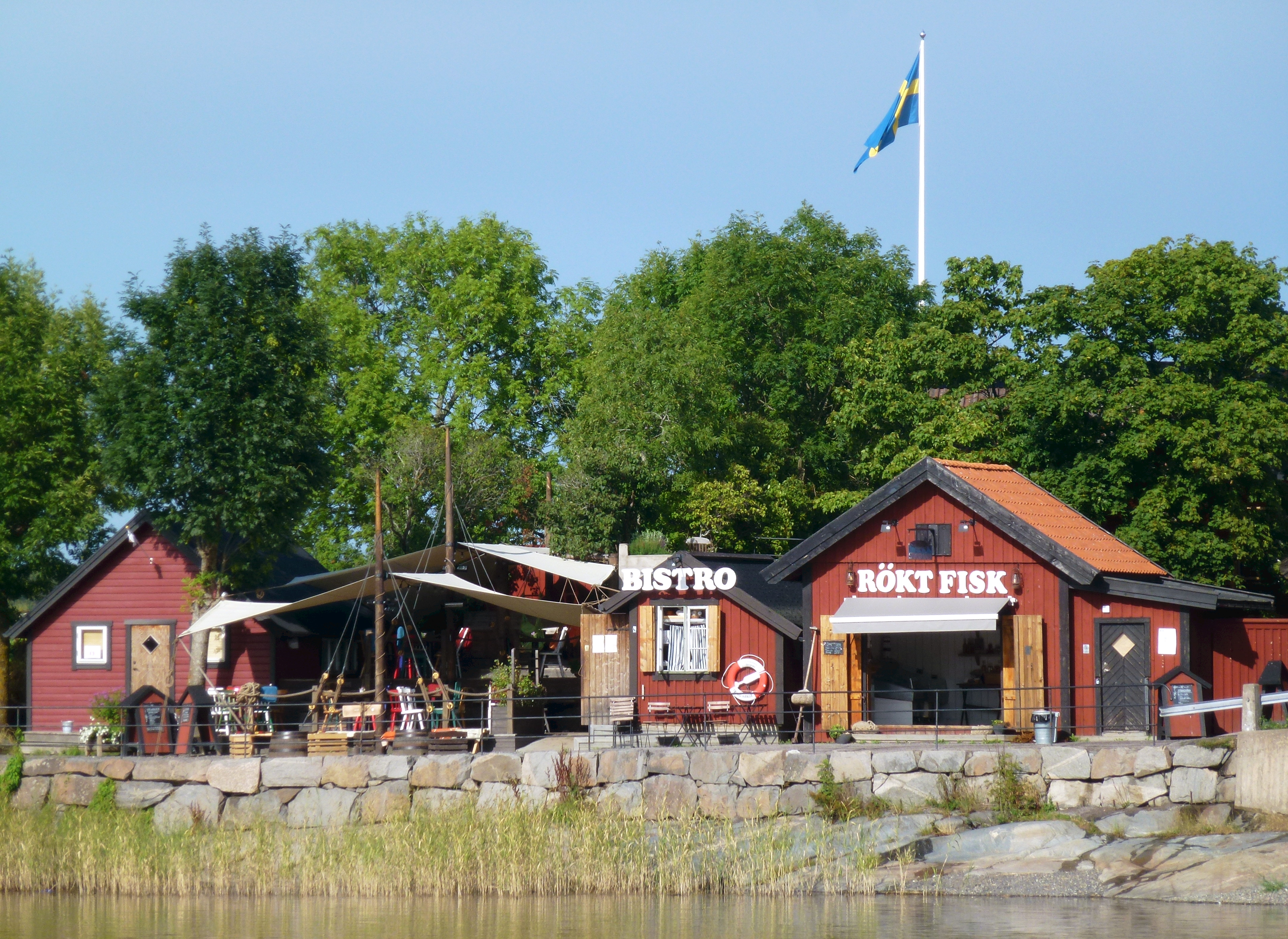
Bebyggelse vid hamnen
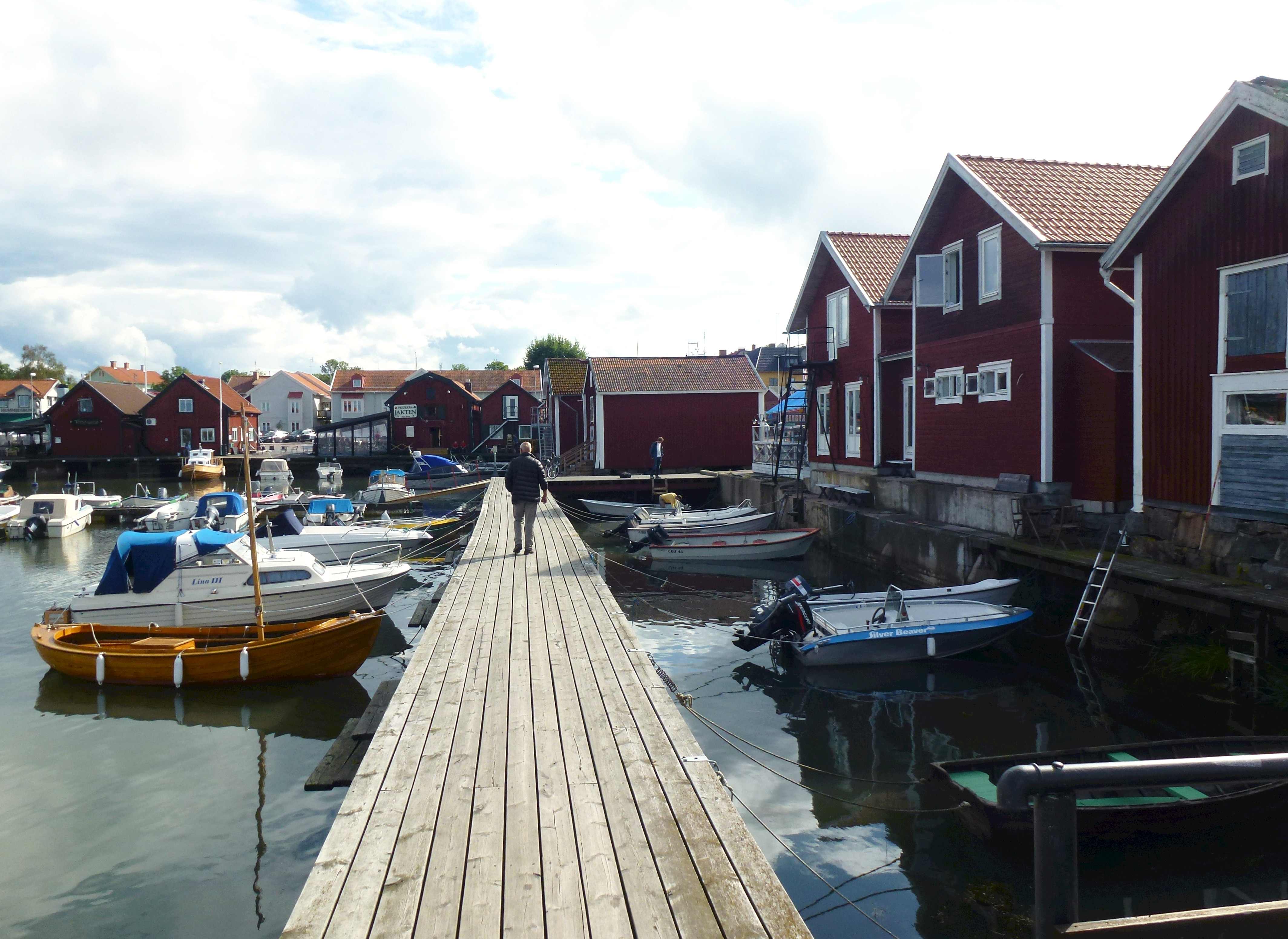
Hamnen
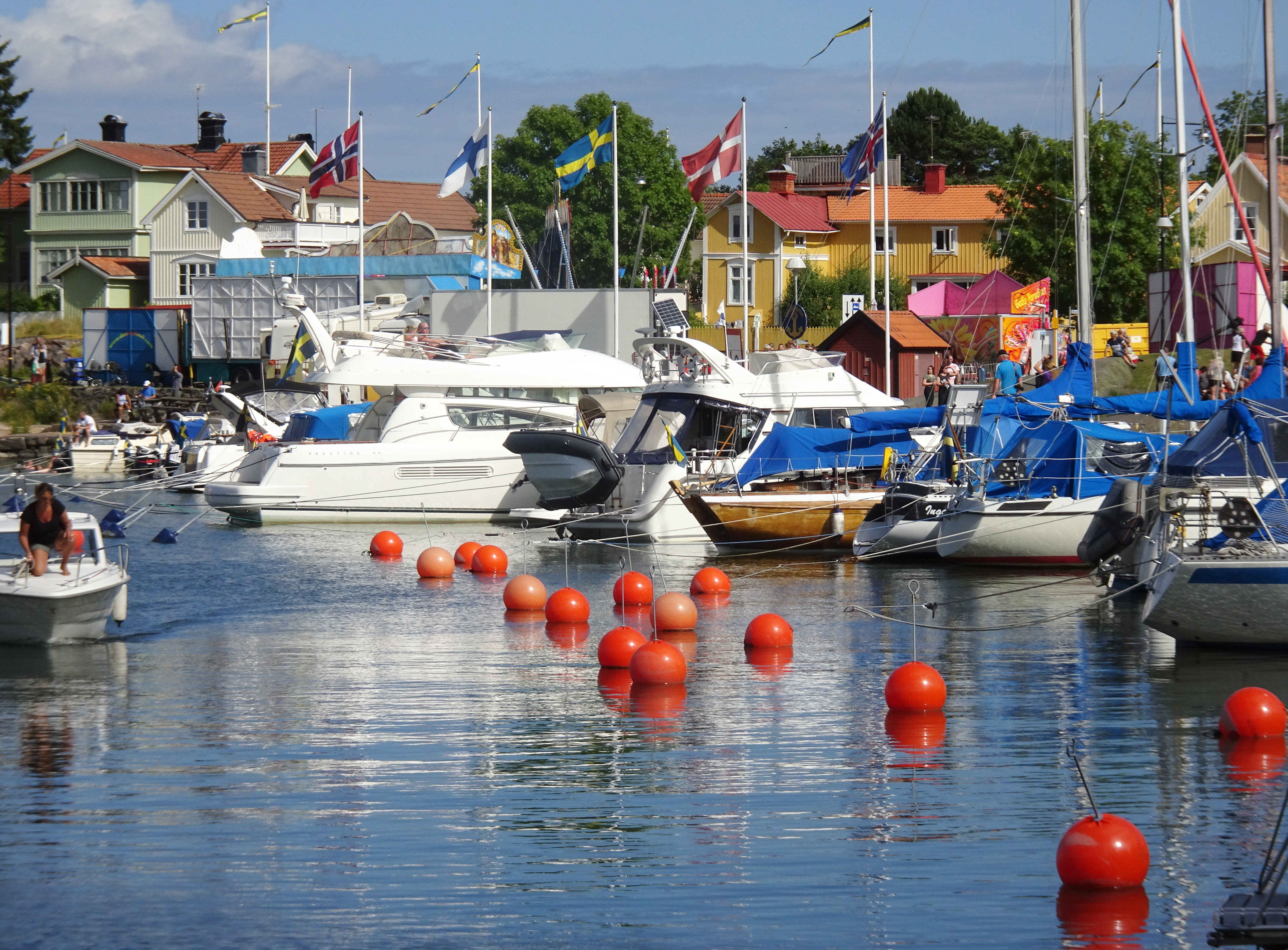
Hamnen
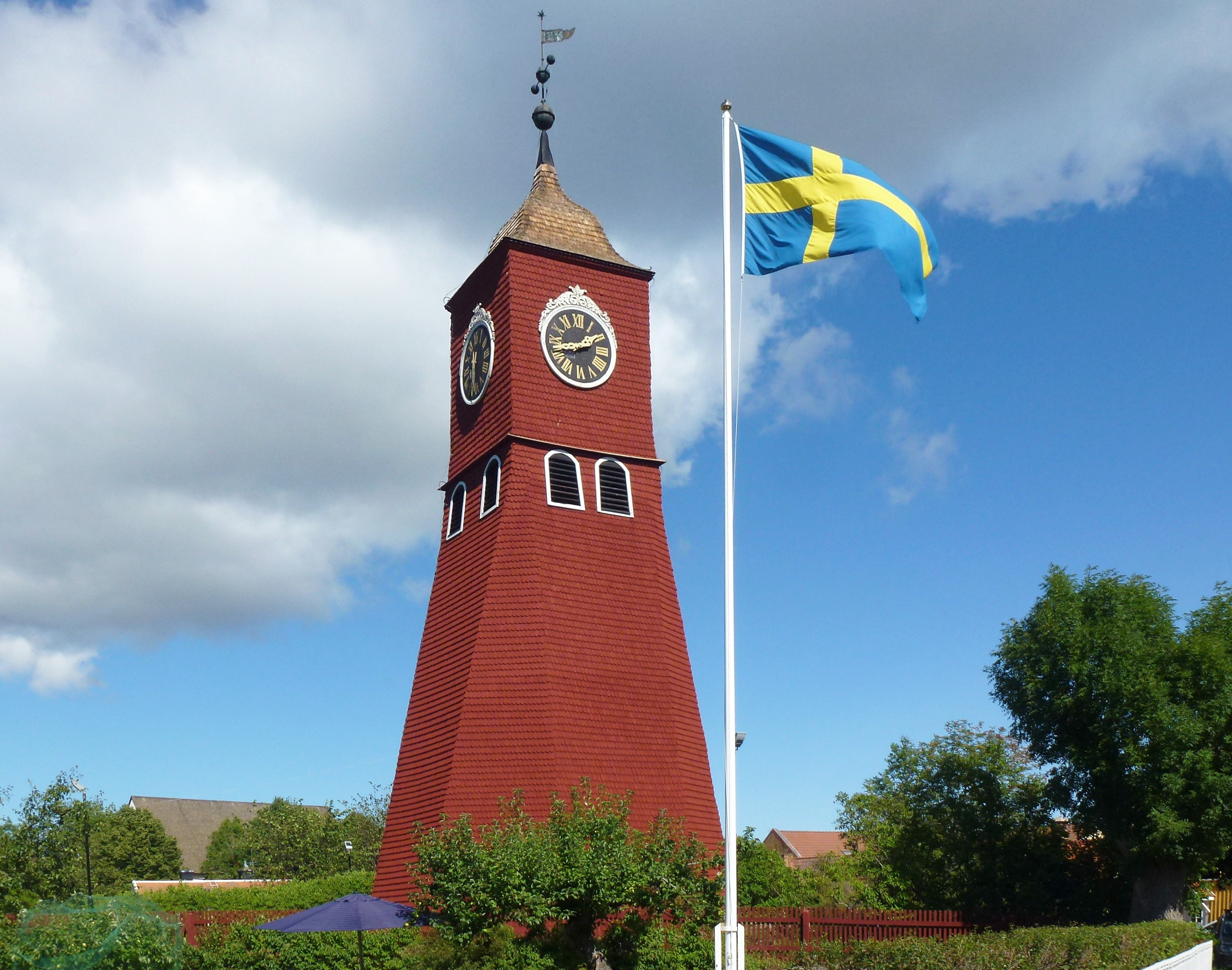
Klockstapeln

## Sevärdheter

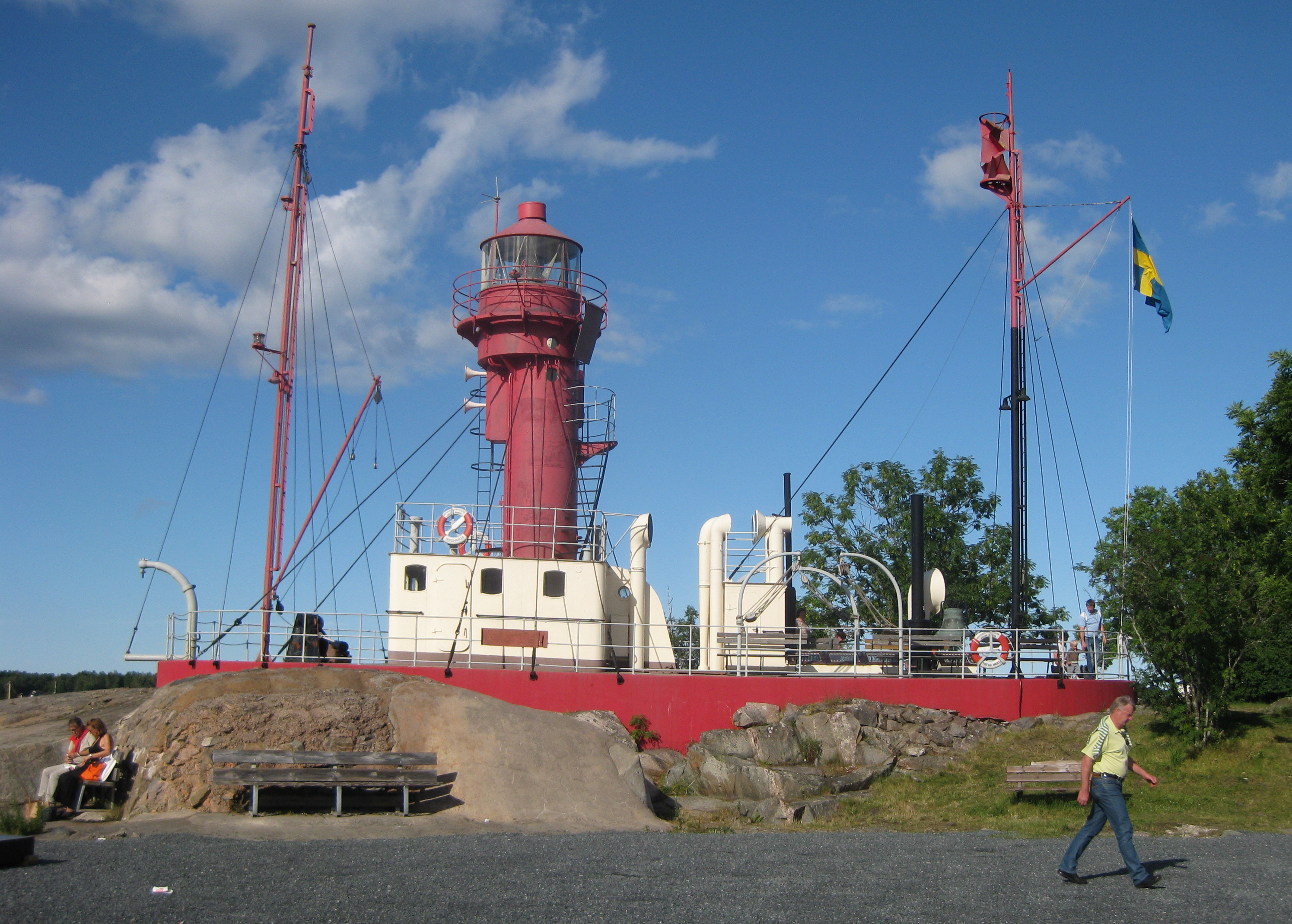
Fyrskeppsudden

Sevärt, förutom husen som visas ovan, är den medeltida stenkyrkan mitt i staden och det gamla rådhuset i trä från mitten av 1800-talet. Även den gamla klockstapeln ger ett karaktäristiskt intryck om man kommer sjövägen till Öregrund. Strax intill ligger Öregrunds hembygdsgård. Intill norra sidan av hamnområdet ligger Fyrskeppet Västra Banken vars överbyggnad lagts upp som monument på Fyrskeppsudden (tidigare Skatudden). Öregrunds kyrka.

## Kommunikationer
Från Öregrund avgår Trafikverkets färja till Gräsö.
Bussförbindelse finns med:
- Busslinje 811 till/från Uppsala via Östhammar, Gimo och Alunda.
- Busslinje 775 (expressbuss) till/från Uppsala via Östhammar, Gimo och Alunda (endast under sommaren)
- Busslinje 853 till/från Södra Gräsö.
- Busslinje 854 till/från Norra Gräsö.
- Busslinje 855 till/från Forsmarks kraftverk.
- Busslinje 856 till/från Tuskö via Långalma.